# Самнер, Инкриз
Инкри́з Са́мнер (англ. Increase Sumner; 27 ноября 1746, Роксбери (совр. часть Бостона), провинция Массачусетс-Бэй — 7 июня 1799, Бостон, штат Массачусетс) — американский юрист и политик. член федералистской партии). Занимал пост губернатора Массачусетса с 1797 до своей смерти.
Самнер окончил в 1767 году Гарвардский университет, затем изучал право и начал свою карьеру в 1770 году в качестве адвоката в Роксбери. Он был членом Массачусетской Палаты представителей (1776—1780) и членом Сената штата Массачусетс (1780—1782). С 1782 по 1797 занимал пост он служил судьи Верховного суда штата Массачусетс.
Самнер стал губернатором штата Массачусетс в 1797 году, после отставки Сэмюэля Адамса и находился на посту два года до своей смерти в 1799 году.